# Беси
Беси (лат. Bessi), трачки горштаци који су становали северозападно од планине Родопе па до реке Нишаве. Првобитно име било им је Сатри, док је њихов свештенички аристократски род користио име Беси.
Беси су, према Страбону, „заузимали већи део планине Хемус" – Балкана (Strabo VIII, 7). Код Јустинијана Трачанин из племена Беса је значајна личност (Procopius, de bello gothico, I, 5; II, 26), Иначе, како пише епископ Филарет (Свеци јужних Словена 1865. године) Беси су словенско балканско племе. Градови Беса су Пловдив (Филипопољ), Самоков (Uscudama), а касније и Ремесиана (Бела Паланка) од 280. п. н. е. ("Беси из околине града Ремезијане." Историја српског народа I, Београд, 1981, 85.)
Херодот о Ксерксу (Историја, VII, 110-112) каже да он: остави ове приморске хеленске градове са леве стране. А ово су била трачка племена кроз чију је земљу пролазио: Пети, Киконци, Бистонци, Сапејци, Дерсејци, Едонци и Сатре. И од њих су сви који су становали на морској обали пошли са њим у рат у саставу морнарице, а народи из унутрашњости, које сам споменуо, морали су да се прикључе копненој војсци, и то сви сем Сатра. Сатре пак, колико је мени познато, нису никад признавале ничију власт, него су једини од Трачана који и до данас живе слободно. Живе, наиме, на високим планинама које су обрасле густим шумама и покривене су снегом, и одлични су ратници. То су они исти који су основали Дионисово пророчиште. То пророчиште се налази на највишим планинама и у њему свештеничку дужност врши сарејски род Беси, а врховна свештеница објављује двосмислена пророчанства, као и она у Делфима, и ни у чему се не разликује од овога.
Прошавши кроз поменути предео, прође Ксерксе после тога поред две пијеријске тврђаве од којих се једна звала Фагрет, а друга Пергам. И ту га је пут водио баш поред самих зидова тврђава, оставивши на десној страни велику и стрму планину Пангеј, у којој се налазе златни и сребрни рудници, а где станују Пијеријци, Одоманчани и првенствено Сатре.
Претпоставља се да већ током неолита почиње формирање Трачана и њихове религије на простору између Црног мора и реке Искера (културе Караново, Веселиново, Марица, Гумелница). Почетком бронзаног доба заједнице те области ступају у непосредан контакт са заједницама насељеним у северозападним областима Мале Азије и заједницама које су се из јужноруских степа спуштале у доње Подунавље. Вероватно су тада успостављене тесне везе са егејским светом, јер на микенским таблицама исписаним линеарним Б писмом (XIV-XIII век пре нове ере) можда се већ помиње Тракија (tre-ke-wi-ja) и једно од највећих трачких божанстава - Дионис.
Најраније податке о трачкој религији даје Хомер (VIII век пре нове ере). По Илијади, Трачани су се у Тројанском рату борили уз Тројанце, против Грка, а њихов највећи јунак био је Рес. Име је слично називу имена припадника племена Беса које се помиње хиљаду година касније. Постоји још једна могућност, а то је веза са племеном Раси.
Још у V веку п. н. е. отац историје Херодот тврди да становништво «поштује само ова божанства: Aresa, Dionisa и Artemidu.» Дакле и овај Арес подсећа именом на краља Реса. Димитар Попов у свом делу Трачка цивилизација спомиње Рес-кинтијске планине, односно Царске планине, па би Рес условно могла да буде и титула. Касније налазимо и име Рас-купорис.
Код Бизалта је Дионис јаком ватром најављивао верницима родну годину. Чувено светилиште трачког Диониса, које се налазило на планини Пангеју, било је у поседу племена Сатра, али су свештеници били из племена Беса. Ту се једна жена бавила прорицањем, слично Питији у Делфима. Друго познато светилиште тога бога налазило се у Родопима, у области трачког племена Беса. То светилиште посетио је 60/59. године пре нове ере и отац цара Августа, који је Дионису принео жртву. Тада је вино, изливено на жртвеник, букнуло до неба. Прича се да је пре њега светилиште посетио и Александар Велики. По причи коју је Сима Тројановић (Лапот и проклетије, Бгд., 1898) забележио у околини Пирота, у овом крају „цар Александрија“ је укинуо лапот - приношење људске жртве у виду ритуалног убијања стараца (какав је обичај постојао и код старих Римљана, Германа и др.). Фанула Папазоглу (Историја хеленизма) спомиње сукоб Александра Великог (330. п. н. е.) и бактријског сатрапа Беса (види посебан текст). О Бесима Свети Јероним пише: «Зверски Беси... који су некада приносили људску жртву, (на Родопима) изменили су се на славу Христову.»
Помињу се многе секте чији су припадници водили строг аскетски живот: нису јели месо и хранили су се само млеком, сиром и медом. И Хомер спомиње трачке млекопије. Тада не чуди што су Беси изнедрили значајне личности међу византијским владарима и најпознатијим хришћанским писцима.
Религија Беса проноси веру у вечност душе и обнављање живота. Залмоксису (божанство вечито обнављајуће природе, заштитник доброг), Беси су преко весника - крвна жртва - слали жеље и молбе. Кроз оргијастички култ Дионисов (дух вегетације, животног нута, обнављање и плодност живота), миста долази до вере. Култ Диониса-Загреуса (божанство лутајуће и сведајуће), изражава се као мистерија Орфеусова.
Филип V је већ 212. п. н. е. покренуо војску са циљем да покори све градове у Тракији између Стримона и Херсонеса, што му је и пошло за руком 203/202. године пре нове ере. Одриски поглавари, да би се одржали, били су принуђени да са Филипом склопе савез, али како је он у ово време водио ратове са Римљанима, то су македонског рата са Римом, Персеј, син Филипа V, склопио је савез са одриским краљем Котисом II.
Године 184/193 македонски владар предузео је велики поход против Одриса, Беса и Денелата у унутрашњости земље.
Кад су Римљани код Пидне 168. п. н. е. однели победу, Котис је с победницима склопио примирје и признао њихов суверенитет. Од тога времена трачки краљеви постали су инструменти римске политике која је за циљ имала припајање целог Балканског полуострва римској држави; уз њихову помоћ Римљани су током I века пре нове ере савладали сва слободна племена у Тракији и доњем Подунављу, а заузврат им је римска држава омогућавала да се одрже на власти.
На Летајском споменику, који је вероватно подигнут 106. године у славу М. Руфа, пише да је он победио Скордиске, Трачане и Бесе, који су били непосредни суседи Скордиска. (Јован Тодоровић, Скордисци) Овде видимо да се Беси одвојено спомињу од Трачана, што није случајно, те да су као непосредни суседи Скордиска имали међусобних културних, религиозних (сахрањивање) и других веза и утицаја. То потврђује и податак да су се Скордиски насељавали на територију Беса због ратних опасности са севера.
Ditt, Syll. 710 CIL III, 14 20323; Dessau, ILS, 8 887; Degrassi, ILLRP I, 337)
A [Μάαρκον Μι]νύκιον Κο[ίντου υίον cPo]υφον, στρατ[η]-
[γον άνθύπα]τον cΡωμαί[ων, νική]σαντα τον πρδς
[Γαλατάς Σ]κορδίστας [και τό]ν προς Βέσσους
[καί τους λ]οιπούς θραϊ[κας π]όλεμον, ά πόλις 5
[των Δελφ]ών άρετας Ινε[κεν] καΐ ευεργεσίας τας
[εις αύτά]ν Άπόλλωνι.
Β Μενεκράτης και Σώπατρος Θηβαίοι εποίησαν.
C M. Minucium · Q. f. Rufum imperatorem Galleis Scordisteis · et · Besseis [reliqueisque · Thraecibus] [devictei]s [?ob · me]rita [Apollinei] [dedic]avit · populus · Delphius
A.	Marka Minucija, Kvintova sina, Rufa, vojskovođu, prokonzula rimskog, pobednika u ratu protiv Gala i Skordiska, kao i u ratu protiv Besa i ostalih Tračana, Građani Delfa, zbog njegovih zasluga i dobročinstava gradu, posvetiše Apolonu.
B.	Tebanci Menekrat i Sopatro izradiše spomenik.
C.	Marka Minucija, Kvintova sina, Rufa, vojskovođu koji je pobedio Gale Skordiste i Bese i ostale Tračane, za zasluge posvetili Apolonu stanovnici Delfa.(Prevod R. Šalabalić)
Гај Октавије, отац будућег императора Октавијана Августа, дошао је да среди ситуацију. Године 59. п. н. е. он је тражио освету, овог пута против Беса. Без обзира на озбиљно замишљене кампање и достизање чак до чувеног Дионисијевог светилишта, где му је проречена блистава будућност његовог сина, војсковођа није успео да постигне озбиљан резултат и територијално проширење.
Године 57-55. пре не. односи су се драстично заоштрили јер понекад и Римљани баш нису знали шта раде. Тако је, на пример, намесник провинције Македоније Луције Калпурније Пизон свесно хушкао трачка племена једна против других. Подмићен од стране Одриса, он је одбио савез са владаром Беса Рабокентом, секиром је убио њега и друге виђеније људе и њихове главе послао владару Одриса.
Гај Јулије Цезар у Грађанском рату спомиње Дардане и Бесе који су се прикључили Помпеју.
Године 42. против Беса кренуо је у поход и Брут, Цезаров убица.
Нетрпељивост између Беса и Одриса била је свесно подстицана. У оваквој ситуацији нису били изненађење спонтани устанци Беса. Први је пре свега представљао пипање пулса и увод у оно што је следило. Он није обухватао велику територију и бунт је био угушен. Други устанак својом снагом подсећао је на природну стихију и предводио га је Дионисов свештеник – Вологез. Због подршке Римљана Одрисима, устаници нису успели да поврате своје чувено светилиште. Због тога су се 15. (13) године п. н. е. упустили у борбу налазећи надахнуће у свом религиозном ентузијазму. Устанак је трајао све до 11. године пре не.; обухватао је и суседне територије и имао утицај и на друга локална племена.
У то време трачким царством владао је Реметалк I (Роиметалкеса I). Заједно са својим рођаком Раскупорисом II, такође постављеником Октавијана Августа, он стаје на страну Римљана. Међутим, ситуација се није развијала у њихову корист. У директном сукобу са Бесима Раскупорис је био убијен, а Реметалк је побегао пред њима све до Трачког Херсонеса где је нашао заштиту код својих покровитеља.
Због ширења устанка и због потпуног уништења земље, управник Македоније - Лиције Калпурније Пизон био је принуђен да сачека војну помоћ из Памфилије (Мала Азија). Иако су сукоби били жестоки, он је на крају успео да угуши устанак крвљу и ватром и Роиметалкеса I устоличили за краља. После његове смрти Август је, 12. године нове ере, трачку државу поделио: јужни део дао је на управу Котису а северни Раскупорису III.
На почетку владавине императора Тиберија (14-37. године) створена је провинција Мезија. Она је представљала нову административну јединицу којој је већи део Беса припао.
Структура становништва се постепено мењала: током I—III века број странаца у Тракији је нарастао, док се домородачка популација драстично умањивала због трговине робовима и регрутовања људства најпре за помоћне а касније и за регуларне војне трупе. Грчки језик је и даље преовлађивао; латински натписи су релативно ретки и најчешће се своде на дедикације императорима или текстове који се односе на царске управнике.
Крајем II века у већим градовима утемељено је и хришћанство. Само су ратоборни и дивљи Беси, настањени у тешко приступачним планинским областима северозападне Тракије, још дуго очували традиционалну веру. Кад су мисионари крајем IV века уз много мука и њих превели у хришћанство, угасио се и последњи светионик трачке духовности и религије. Једино се језик Беса - lingua Bessorum - одржао дуго до у VI век, а његови трагови се још разазнају у језицима данашњих балканских народа. (Драгослав Срејовић, Илири и Трачани)
Паулин каже да је Никета давао литургију на језику Беса. Ужитију св. Теодосија „Великог“, Симеон Метафраст у IX поглављу говори, како су у лаври св. Теодосија за живота светитељева вршена богослужења поред грчког, јерменског и на језику Беса. Тачност постојања монаха Беса потврђује и свети Јероним. ("Bessorum peritas et pellitorum turbo populorum... Stridorem suum in dule crucis pregerunt melos") Питање св. литургије у Беса важно је и утолико пре што је то и питање њенога творца. Јер св. литургију на народном језику Беса могао је да да (оригиналну или преведену) само онај, који је учврстио Бесе у откривеној Истини, a то је св. Нићета, који је до 400. године христинизирао Бесе и као „апостол у Беса“ слављен од св. Сабора и св. Паулина. Писмени помен о св. литургији (из X стол.) јесте да се на језику Беса служило 529. г. (време Јустинија). О св. литургији не знамо ништа. Једини сачувани помен језика Беса јесте натпис (на прстену) који су Српски војници откопали 1912. године под Једреном. 1923. године проф. Г. др. Хенрик Барић је прочитао натпис и утврдио да је на језику Трачана. (Мирко Јевтић, Свети Нићета из Ремесиане)
Почев од III века Тракија је била стално на удару варвара, насељених на левој обали Дунава и у понтским областима. Између 235. и 271. године Готи, Карпи и Сармати у неколико су махова пустошили Тракију. Тек у време владавине Диоклецијана и његових наследника наступила су мирна времена. Почетком IV века образована је трачка дијецеза која је раздељена на шест провинција: Europa, Hoemimontus, Rhodope, Thracia, Moesia II и Scythia. Ова дијецеза је била већа и многољуднија од претходне провинције Тракије, јер је обухватала и територије све до Дунава, које су насељавали Мижани и Гети. Интересовање за ово подручје, испочетка Рима, а касније и Византије је било значајно због богате експлоатације разноврсних руда из којих су се добијали племенити материјали и гвожђе.
Оснивањем Константинопоља на Босфору, 330. године, стратешки значај Тракије се увећао; Константин Велики и његови наследници подигли су велики број утврђења са циљем да Тракија постане моћни бедем који ће зауставити варварске снаге које су угрожавале Римску империју с истока и севера. Због конзервативног начина живота и религије, сачувавши своју популацију постају синоним за све Трачане. Много је познатих личности, које су пореклом биле Беси. Према списима Прокопија међу њима је био император Јустин или велики војсковођа из VI века не. – Велизар, војсковођа у рату с Персијанцима, а затим главни заповедник војске у Италији. Беси, који су живели око Филипопоља (Пловдив), Родопа и Риле, али који су делом насељавали и јужне падине Витоше у провинцији Дакији Медитеранеи у којој је била и ремезијанска област, били су изврсни златари и рудари. Са локације Градац код Јагодине археолошки налази показују да су основна занимања били земљорадња (највише је гајен просо, затим јечам, две врсте пшенице, сочиво, грашак, лан за одевање и добијање уља, зова) и сточарство (највише су гајене овце и козе, затим свиње, говеда, коњи). Ловљени су јелени, срне, дивље свиње, зечеви и птице. Од оруђа су нађени калупи за ливење метала и камени жрвњеви за скидање кошуљице и млевење жита. Од занатства посебно је било развијено лончарство. Од Беса су Римљани преузели једну врсту мине називајући је „бесијски поткоп“ (cuniculi more Bessorum), и као изврсни војници који су са германским и малоазијским најамницима чинили елитне јединице под Велизаром и другима у доба цара Јустинијана. (Живота Јоцић, Епископија ремезијанска) Бес је такође познати историчар Приск и многи други магистрати.
Од 364. године отпочињу, међутим, упади Гота, Алана и Хуна; у великој бици са Готима код Хадријанопоља 378. године погинуо је цар Валенс, а римска војска је била до ногу потучена. Следеће године Теодосије I протерао је Готе из трачке дијецезе, али су је већ током 391, 395. и 400. године Готи опет опустошили. То је можда један од разлога што Паулин из Ноле каже, (око 400. г.), да трачки Беси станују у пећинама (in antris viventes). Он пише Никети из Ремезијане који је био Бес: «И Беси, издржљивији више неголи њихов снег, постадоше овце при теби пастиру, напасајући их у дворишту света, док се речима твојим смирују Скити, украшавајући срца вером у Христа'. Он је први превео текст св. литургије на народни језик Беса, које су доцније потпуно уништили Словени.»
У првој половини V века Хуни, предвођени Атилом, у неколико су махова прокрстарили Тракијом, а у другој половини V века источни Готи продрли су све до провинције Родопи, да би 483. године - угрозили и сам Константинопољ.
Почев од 481. године у трачку дијецезу пристижу и бугарске снаге, најпре удружене са Хунима, а касније са Словенима и Аварима. Ратови са њима вођени су са променљивом срећом кроз цео VI век.
Између 540. и 550. године у свих шест провинција трачке дијецезе подигнут је велики број утврђења, али су њихове бедеме варвари већ у наредним деценијама успели да поруше. Цар Ираклије је успео да за неко време заустави упаде Словена и Бугара, али су после његове смрти Бугари, предвођени Аспарухом, у масама прешли на десну обалу Дунава и 679. године коначно запосели целу Тракију.
Трачани су, а са њима и Беси, престали да постоје знатно раније. Све до IV века, захваљујући својој још живој традиционалној вери, успевали су да очувају етничку самосвест, али кад су се одрекли старих богова и постали хришћани, током V и VI века асимиловали су их новопридошли Словени.
По историјским изворима, један од питомаца св. Никете је седео на престолу источне империје; то је Лав Велики, Трачанин родом, а тачније Бес, (Менолог Василија под 6. новембром: „у последње време имп. Лава Великог, који се назива Бес (грчки текст) небо је покривено облацима") а Лав је био император 457-473. г.
Ми данас према археолошкој грађи одиста можемо претпоставити да су у касној антици Беси живели у ремезијанској области. О томе сведоче топоними Бесијана, Бесипара, а посебно некрополе специфичне форме у којима су, и у касној антици, сахрањивани спаљени покојници. Овај конзервативни вид сахрањивања среће се на широј територији насељеној Бесима, трагачима за златним жицама и вичним рударима.
У новије време историчар Готфрид Шрам (Почеци албанског хришћанства. Рано преобраћање Беса u његове последиџе; Фрајбург 1994) поново је оживео тезу да Албанци потичу од Трачана, дакле — досељени су. Али, докле год немамо било каквих језичких доказа o Бесима (које Шрам сматра претечама Албанаца) његова теза ће такође бити само још једна хипотеза, као што је и илирско порекло језички такође недоказано. У сваком случају, захваљујући Шраму питање порекла Албанаца је поново постало интересантно.
Петер Бартл: Албанци, од средњег века до данас. Београд 2001. pp. 18
Још су многа друга имена Птолемејеве Сарматије чисто словенске творевине, као Савари Σαύαροι, Суари код Равеннаса, Сјевери код Нестора, упореди трачке Сјевере, кад Арапа такође Савари: Булани Βοΰλανες, Пољени, још код Випоа између осталих Болани; Сулани Σούλονες, Суличани, Сабоки Σαβώκοι Санокеи, Пиенгите Πιεγγίται, Пински, Беси Βίεσσι, Бјеси;
Александар M. Петровић: Праисторија Срба, Београд 2001.
„Трачани, у које се убрајају Гети или Дачани, Корали (Korallen), Беси (Bessen), Кровићи (Krowyzen), Мисирци и Македонци, насељавали су земље између Егејског и Црног мора, Дњестра, јужноисточних Карпата, а одатле са оне стране Истера (Ister) и Саве преко Македоније до Илирије, Епира и Грчке“. (Eb.)
Bessi (Народ у Тракији 456. п. н. е.) [Херод. Полб. Страбон, Фасти ром. Инскр.]; Бјеси, Беси, народ описан од целог средњег века као највећи разбојници, отуда од бъсъ, бесъ што још данас значи код Словена демон (daemon), нечастиви; упореди сарматске Бјесе у Карпатима;
Павел Јозеф Шафарик: O пореклу Словена, Нови Сад, 1998
Бес је, по Енциклопедији Британици, божанство мање важности у старом Египту, представљао је патуљка са великом главом, избеченим очима, изплаженим језиком, кривим ногама, чупавим репом и обично са круном од перја. Име Бес се сада користи да се означи група богова једноставног изгледа са различитим античким именима. Гротескан изглед таквог бога требало је да инспирише радост, ослобађа од боли и туге, његова одвратност је требало да одагна зле духове. Приказиван је на огледалима, глазираним вазама и другим личним предметима. Повезиван је са музиком и рођењем детета и био је представљен у «кући рођења» где је био посвећен култу дечјег бога. Супротно уобичајеном мишљењу како је представљан, Бес је чешће приказиван ан-фас него из профила, док је изглед пуне фигуре био ређе заступљен.
Уместо закључка
О народу Беса не можемо са сигурношћу изводити закључке, али навођењем чињеница које су познате, можемо наслућивати праву слику. Из горњег текста (који свакако није дефинитиван) можемо да рекапитулирамо следеће: Прво помињање имена Бес имамо у Египту и његовој религији. Бес је вероватно било име бога које је постепено губило на значају, или се постепено трансформисало на бога мањег значаја, односно, касније, на свештенике који су тог бога служили. Хомер у Илијади повезује Египат са Балканом тако што помиње учествовање у Тројанском рату египатског краља Мемнона, који је ту трагично и погинуо. Свештени кадар из Египта, или само религијски обичаји и ритуали, пренети су на Балкан много пре V века пре наше ере (по Херодоту), где су Беси назив свештеног реда који се постепено пренео на народ Сатре у Тракији. Да то није усамљен случај и да му морамо дати већи значај показује налажење Беса у Сарматији, што неке ауторе наводи на закључак да су Беси словенског порекла, односно са народом, или групом народа који су касније названи Словени. У време Александра Великог налазимо једног истакнутог Беса као бактријског сатрапа (Мала Азија).
Језик Беса је сачуван до данашњег дана у разним изразима и топонимима од Албаније преко Србије до Бугарске, односно на целом средишњем Балкану. Нови археолошки налази на територији Македоније где су на планинским врховима пронађени трагови специфичног писма са ритуалним садржајем могао би се приписати Бесима. Поред великог броја значајних личности који су припадали Бесима свакако треба издвојити св. Никету из Ремезијане, чији се рад одражава на духовну културу Србије и данас.